# Motorola 6805

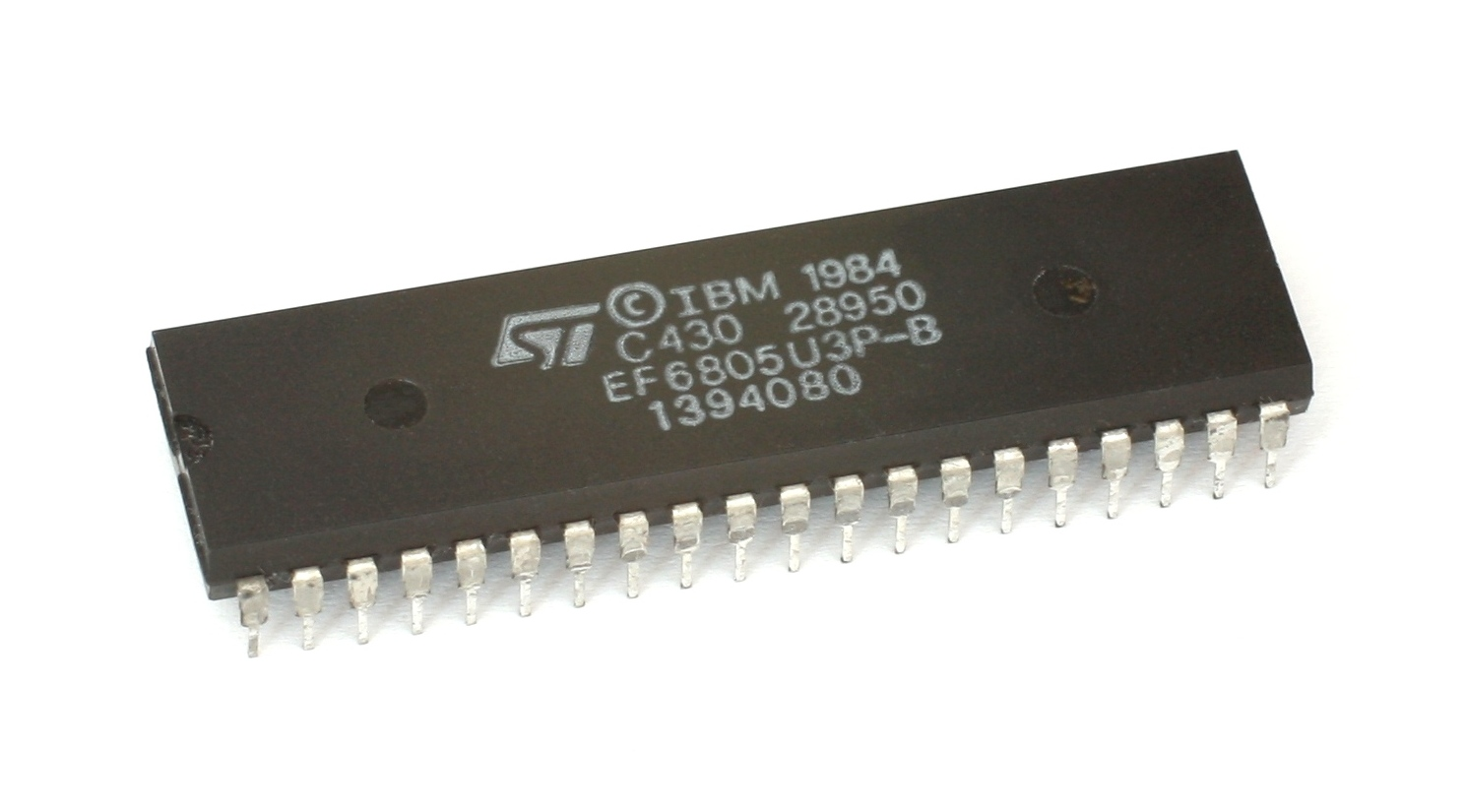
ST6805 von STMicroelectronics.

6805 bezeichnet eine Mikrocontrollerfamilie von Motorola (heute Freescale).
Basierend auf einem vom Motorola 6800 abgeleiteten Prozessorkern entwickelte Motorola mit den MC6805 eine der ersten weit verbreiteten Mikrocontrollerfamilien. Die MC6805-Familie basierte auf dem HMOS-Prozess, und die Chips vereinten neben dem Prozessor auch Peripheriefunktionen, RAM und ROM oder EEPROM auf einem Chip. Daneben gab es auch eine kleinere Familie von Chips basierend auf dem CMOS-Prozess, die unter der Bezeichnung MC146805 lief.
Die verschiedenen Varianten der Chips wurden unterschieden durch die nach dem „MC6805“ folgende Kombination von einem Buchstaben und einer Ziffer. Chips mit EPROM wurden als „MC68705xx“ gekennzeichnet, solche mit ROM als „MC6805xx“. So war z. B. der MC68705P3 ein Chip mit 1,8 KB EPROM und 20 I/O-Leitungen, der öfter in Tastaturen eingesetzt wurde. Chips mit ROM mussten bereits bei der Fertigung mit dem gewünschten Programm versehen werden – ein Verfahren, das auch als „Masken-ROM“ bezeichnet wird.
Neben Motorola fertigte auch Hitachi Chips mit der 6805-Architektur.
Die 6805-Chips wurden in den 1980er Jahren durch die 68HC05 abgelöst, die über einen erweiterten Befehlssatz verfügen und weniger Strom verbrauchen.